# باريس في العصور الوسطى

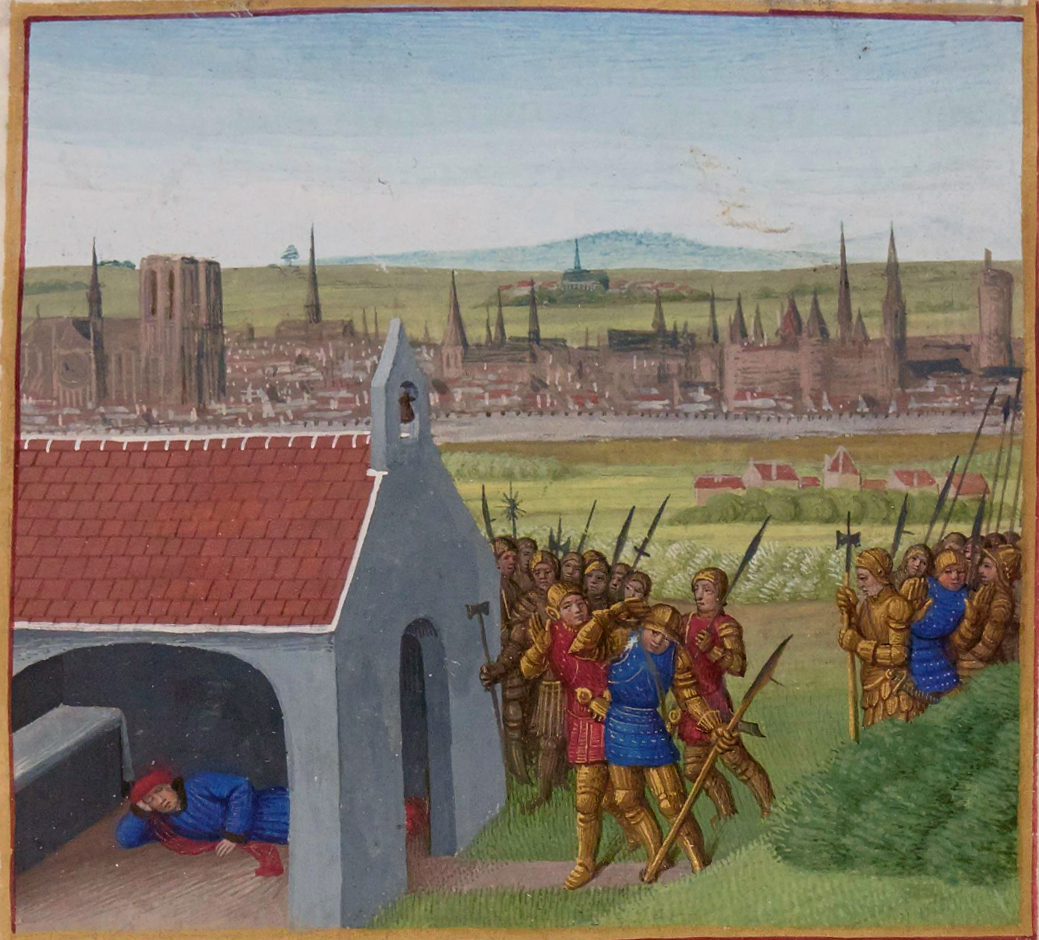

كانت باريس في القرن العاشر مدينة ريفية كاتدرائية تفتقر إلى الأهمية السياسية أو الاقتصادية، لكنها تطورت في ظل ملوك سلالة كابيتان الذين حكموا فرنسا بين عامي 987 و1328 إلى مركز تجاري وديني هام وإلى مقر حكومة البلاد الملكية. صارت جزيرة المدينة موقع القصر الملكي وكاتدرائية نوتردام الجديدة منذ عام 1163. شغلت الضفة الشرقية أديرةٌ هامة، بما فيا كنيسة دير القديس جيرمان ديه بريه وكنيسة دير القديسة جينفيف. في نهاية العقد الأول من القرن الثاني عشر، تحولت مجموعة الكليّات على الضفة اليسرى إلى واحدة من الجامعات الرائدة في أوروبا. صارت الضفة اليمنى، حيث تتموضع الموانئ، والأسواق المركزية، والحرفيون والتجار، مركز المدينة التجاري، ولعب التجار دورًا هامًا في إدارة المدينة. أصبحت باريس مركزًا لصناعة المخطوطات المذهبة ومسقط رأس العمارة القوطية. رغم الحروب الأهلية، والطاعون، والاحتلال الأجنبي، أصبحت باريس أكثر مدن العالم الغربي ازدحامًا في القرون الوسطى.

## جغرافيًا
كان موقع باريس عاملًا أساسيًا في نمائها وأهميتها السياسية في القرون الوسطى. نتيجة لموقعها عند ملتقى نهر السين بأنهار واز والمارن ويير، كانت المدينة مدعومة بوفرة من الطعام من المنطقة المحيطة، التي كانت غنية بحقول الحبوب وكروم العنب. أتاحت الأنهار أيضًا إمكانية التجارة بالقوارب مع مدن أخرى في فرنسا ومواقع تصل إلى إسبانيا وألمانيا. كان عرض نهر السين، دون سدوده الحجرية، ضعف ما هو عليه اليوم، وكان رافده، نهر بييفر، يلجه في المكان الذي تقع فيه حديقة النباتات اليوم تقريبًا. كانت جزيرة المدينة، أكبر جُزر النهر، المكان الأيسر لبناء جسور عبر السين؛ والتي أصبحت نقطة العبور على طريق التجارة الشمالي الجنوبي الهام بين أورليان وفلاندر. كانت الجزيرة أيضًا المكان الأسهل للدفاع؛ إذ أنها منحت الباريسيين ملاذًا وقتما هاجم الهان المدينة في القرن الخامس والفايكنج في القرن التاسع. بنى الحكام الرومانيون مساكنهم على الطرف الغربي للجزيرة؛ وبُني القصر الملكي الأول في المكان نفسه أوائل القرون الوسطى. بُنيت الكاتدرائية الأولى ومكان إقامة الأسقف على الطرف الشرقي للجزيرة في الوقت نفسه تقريبًا.
بنى الرومان مدينتهم على الضفة اليسرى، لأنها كانت على ارتفاع أعلى وأقل عرضة للفيضان؛ وبُني المنتدى على تلة ارتفاعها نحو 60 مترًا (200 قدم)، سُميت لاحقًا جبل القديسة جينفيف تيمنًا بالقديسة الحامية للجزيرة، بينما بُني دير كبير مزدهر آخر، كنيسة دير القديس جيرمان ديه بريه، في الحقول الممتدة على طول غرب السين الأقصى. في القرون الوسطى، جذبت الأديرة آلاف الباحثين والطلاب الذين شكلوا كليّات صارت جامعة باريس في بداية القرن الثالث عشر.
كانت الضفة اليمنى مستنقعية، لكنها كانت أيضًا المكان الأفضل لرسو القوارب. صار الشاطئ الحصوي الذي ينتصب عليه قصر بلدية باريس اليوم الميناء والمركز التجاري للمدينة، حيث كان يقع السوق المركزي. مرّ الطريق التجاري الواصل من أورليان إلى فلاندر بين تلتين كبيرتين على الضفى اليمنى؛ وهو الطريق ذاته الذي تسلكه القطارات اليوم إلى بروكسل وأمستردام. يُرجح أن الرومان بنوا معبدًا للإلهة ميركوري على أعلى نقطة ارتفاعها 130 مترًا (430 قدمًا)، وأطلقوا عليها اسم «جبل ميركوري». كان موقع استشهاد القديس دينيس ومُبشرين آخرين ولهذا كان يُعرف باسم «جبل الشهداء» أو «مونمارتر». خلال القرون الوسطى، كان يقبع خارج أسوار المدينة، وكان موقع رَهبنة كبيرة وكنيسة يُحج إليها. طوال العصور الوسطى، كانت الأرض المستنقعية على الضفة اليمنى ممتلئة بالسكان ومعظم تضخم المدينة كان يجري هناك. بقي التوزع الجغرافي للمدينة، أي الإدارة والمحاكم على الجزيرة، والتجار على الضفة اليمنى، والجامعة على الضفة اليسرى، نفسه تقريبًا على مرّ تاريخها وحتى يومنا الحالي.

## التعداد السكاني
لا يوجد أرقام موثوقة لعدد سكان باريس قبل العام 1328، حيث أُجري تعداد رسمي لعدد الأبرشيات في مملكة فرنسا وعدد العائلات في كل أبرشية. ذكرت التقارير أن باريس كانت تضم خمسة وثلاثين أبرشية و61,098 عائلة: وإذا ما قُدر عدد أفراد العائلة الواحدة بثلاثة أشخاص ونصف، يكون عدد سكان المدينة مئتا ألف نسَمَة على الأقل. قدر مؤرخون آخرون، باستخدام البيانات نفسها، أن عدد السكان كان بين 220,000 و 270,000 نسمة.
أصاب الطاعون الدملي باريس للمرة الأولى في عام 1348 وتكررت عودته. بسبب الطاعون واندلاع الحرب الأهلية بين جماعة أرماغناك وعائلة برغندي في عام 1407، انخفض التعداد السكاني بنحو مئة ألف نَسَمة بحلول العام 1422. عقب نهاية الحروب، ازداد عدد السكان بسرعة؛ إذ أنه بلغ 150,000 بحلول العام 1500.
في القرون الوسطى، كانت باريس تجتذب مهاجرين من محافظات فرنسا وبلدان أوروبية أخرى بالفعل. أظهرت دراسة أُجريت على الأسماء في السجلات الأبرشية بين عامي 1292 و1313 وجود 155 شخصًا مصنفًا في خانة (رجل إنجليزي)؛ و144 تحت اسم (بريطوني)، إلى جانب 47 برغوني، و44 نورماندي، و42 من بيكاردي، و34 من فلاندر، و28 من لورين. علاوة على ذلك، كان ثمة الكثير غيرهم من مدن وقرى حوض باريس.

### أسوار المدينة
كانت ترسم حدود باريس في القرون الوسطى سلسلة من الأسوار. خلال عهد الميروفنجيين من الحكم الفرنكي (481 – 751م)، كان لقصر بلدية باريس أسوار، وبعض الأديرة والكنائس كان محمي بأسوار حظائر خشبية، لكن سكان الضفتين اليمنى واليسرى كانوا دون حماية في غالب الأحيان. وقتما هاجم الفايكنج وغزاة آخرون المدينة، لجأ سكان باريس إلى الجزيرة. بُني سور المدينة الأول على الضفة اليمنى في القرن الحادي عشر؛ كانو طوله نحو 1,700 متر وحمى منطقة من الضفة اليمنى من قصر بلدية باريس المعاصر تقريبًا وحتى متحف اللوفر. كان عليه نحو ثلاثين برجًا وأربع إلى ست بوابات. كان السكان الأقل بكثير الموجودون على الضفة اليسرى دون حماية.
بحلول العام 1180، كانت المدينة قد توسعت لتمتد على 200 هكتار. لمنح كل الباريسيين شعورًا بالأمان، قرر الملك فيليب الثاني بناء سور جديد يحيط بالمدينة كلها. بدأ العمل بين عامي 1190 و1208 على الضفى اليمنى وبين عامي 1209 و1220 على الضفة اليسرى. كان طول الجدار الجديد 5,400 متر (2,800 على الضفة اليمنى و2,600 على اليسرى)، وعليه عشر بوابات وخمسة وسبعون برجًا، ويُحيط بنحو 273 هكتار، بما فيها الكثير من الأراضي التي كانت ما تزال حدائق ومراع. يمكن رؤية أجزاء من هذا السور اليوم في مقاطعة حي ماريه ومناطق أخرى مجاورة.
استمرت المدينة بالنمو باضطراد، خصيصًا على الضفة اليمنى بغية ملء المناطق الخالية ضمن السور الجديد والانكباب خلفه. بين عامي 1358 و1371، بنى شارل الخامس سورًا جديدًا آخر طوله 4,900 متر ويسوّر 439 هكتار. كان معظم هذا الجدار على الضفة اليمنى؛ أما على الضفة اليسرى الأبطأ نموًا، رمم الملك ببساطة سور فيليب الثاني القديم. ضم هذا السور الجديد حصنًا جديدًا قويًا على طرف المدينة الشرقي عند ميناء القديس أنطوان سُمي بالباستيل. عُدلت هذه الأسوار لتصبح أكثر مقاومة لسلاح استراتيجي جديد بزغ في القرون الوسطى، وهو المدفع، ولم تُبن أي أسوار جديدة حتى القرن السادس عشر.